# Tympan (architecture)
Pour les articles homonymes, voir Tympan.

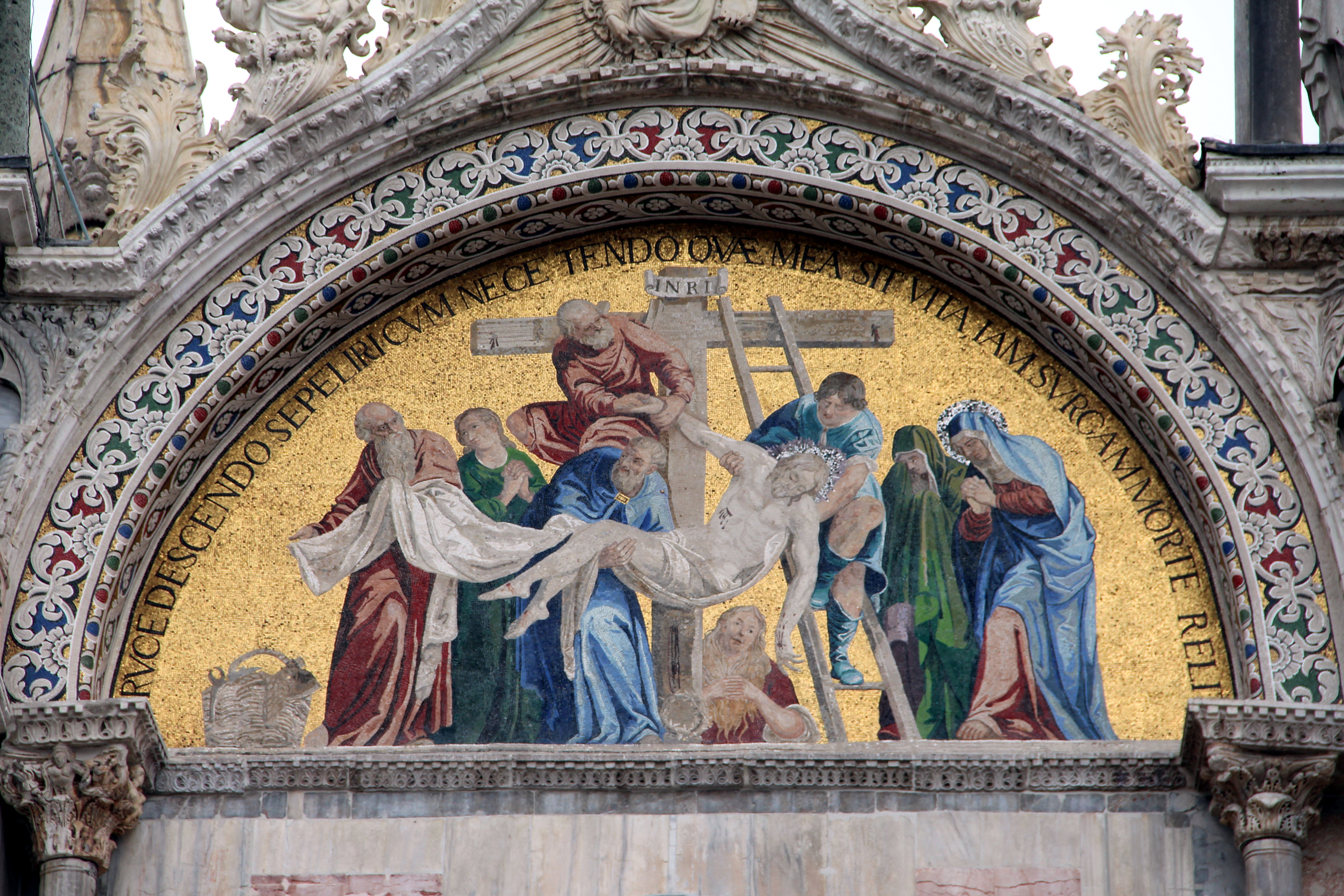
La descente de Croix ornant le tympan du registre supérieur du portail Saint-Alipe de la basilique Saint-Marc à Venise.

En architecture, le tympan (du grec ancien τύμπανον / túmpanon, « tambour ») est la surface verticale triangulaire délimitée par les corniches rampantes et la corniche horizontale d'un fronton. Il désigne aussi l'espace semi-circulaire d'un portail, compris entre le linteau et un arc plein-cintre ou une voûte d'ogive, et également, un panneau menuisé surmontant ce portail. Il est surmonté par des archivoltes.
Le tympan porte souvent des ornements ou des sculptures, étagés sur plusieurs niveaux, ou registres. Il est notamment utilisé pour présenter un bas-relief en façade des églises d’architecture romane ou gothique. Le tympan de la porte principale occidentale, le plus important, présente les dogmes fondamentaux de la foi chrétienne (Christ en majesté, jugement dernier, parousie).

## Étymologie
Étymologiquement, le terme (en latin tympanum, en grec tumpanum) désigne un tambour, soit une membrane tendue au travers d'une ouverture (en anatomie à la manière du tympan, la membrane fibreuse séparant l'oreille externe et l'oreille moyenne). Ici la membrane est en pierre, tendue en travers de l'arche.
Beaucoup d'autres langues utilisent le terme de lunette, ce qui est impropre en français même si l'on considère la forme (demi-lune) car aucune ouverture n'y est percée.

## Architecture romane au Moyen Âge
Si le tympan des portails médiévaux n'a aucun précédent dans l'Antiquité (il dérive probablement du linteau ou du fronton antique, l'utilisation de la voûte en plein cintre en déterminant la forme), l'art roman provençal a emprunté de nombreuses caractéristiques stylistiques à l'architecture de l'antiquité gréco-romaine.
Le panneautage de la composition des tympans et leur fractionnement induisent dans beaucoup de ces éléments architecturaux médiévaux, une construction en manière de polyptyque comme si elle pouvait s'ouvrir et se refermer sur elle-même. La disposition des scènes qui y sont représentées amène leur confrontation par superposition (parallélismes) ou rotation (symétries). Cette architecture compartimentée semble suivre les principes rhétoriques et mnémotechniques de l'ars memoriæ.

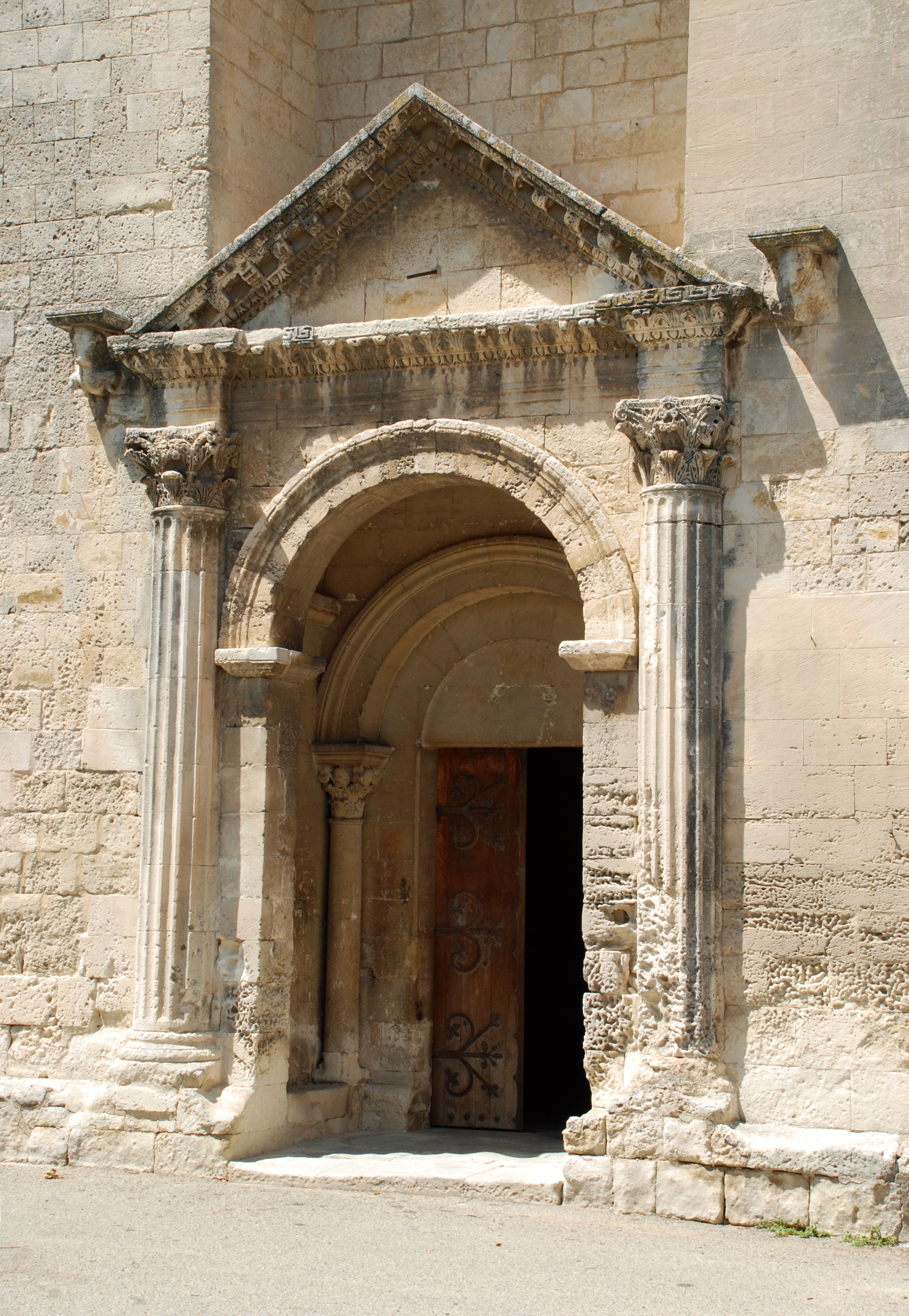
Saint-Restitut : portail à l'antique (Drôme).
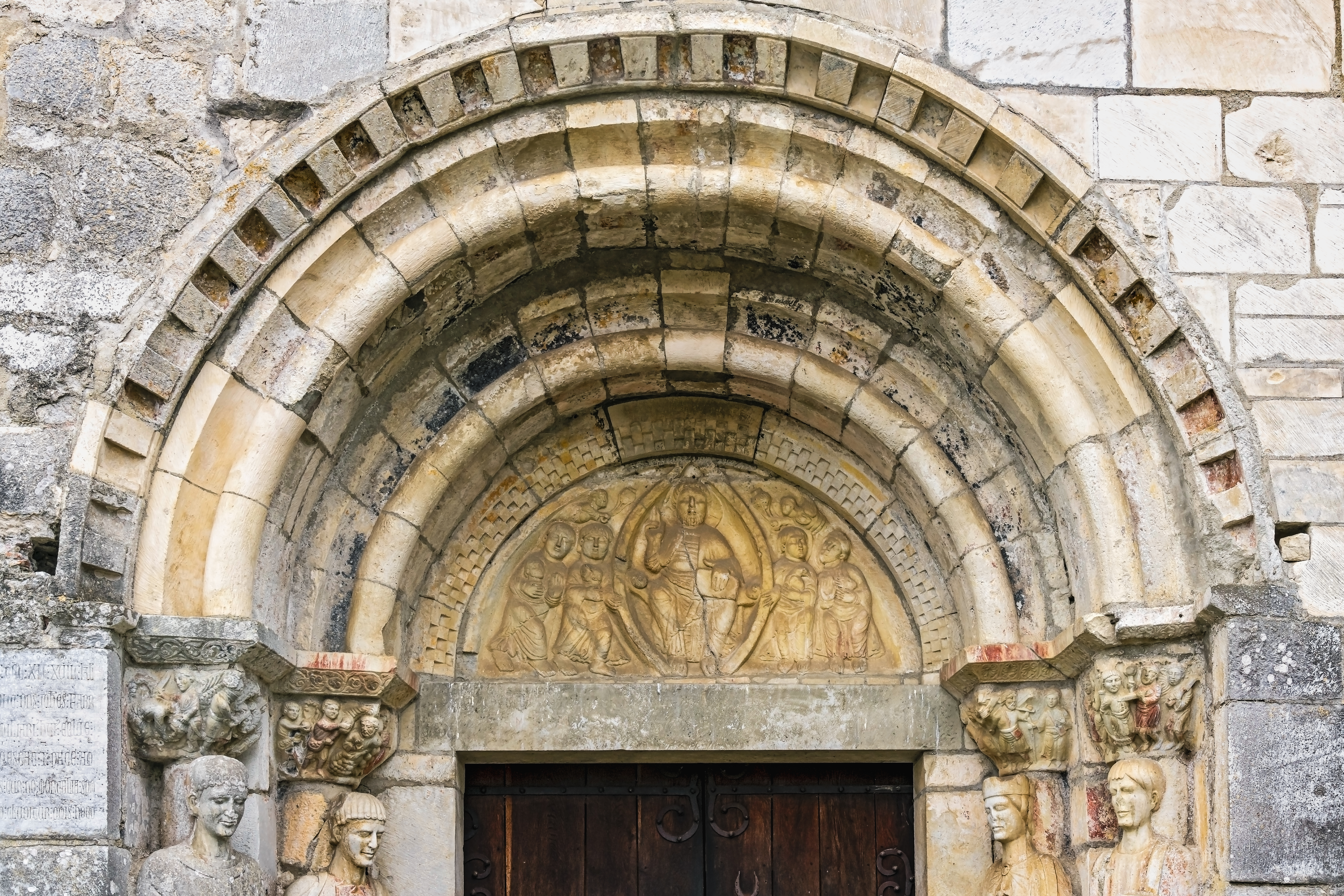
Basilique Saint-Just de Valcabrère : tympan roman.
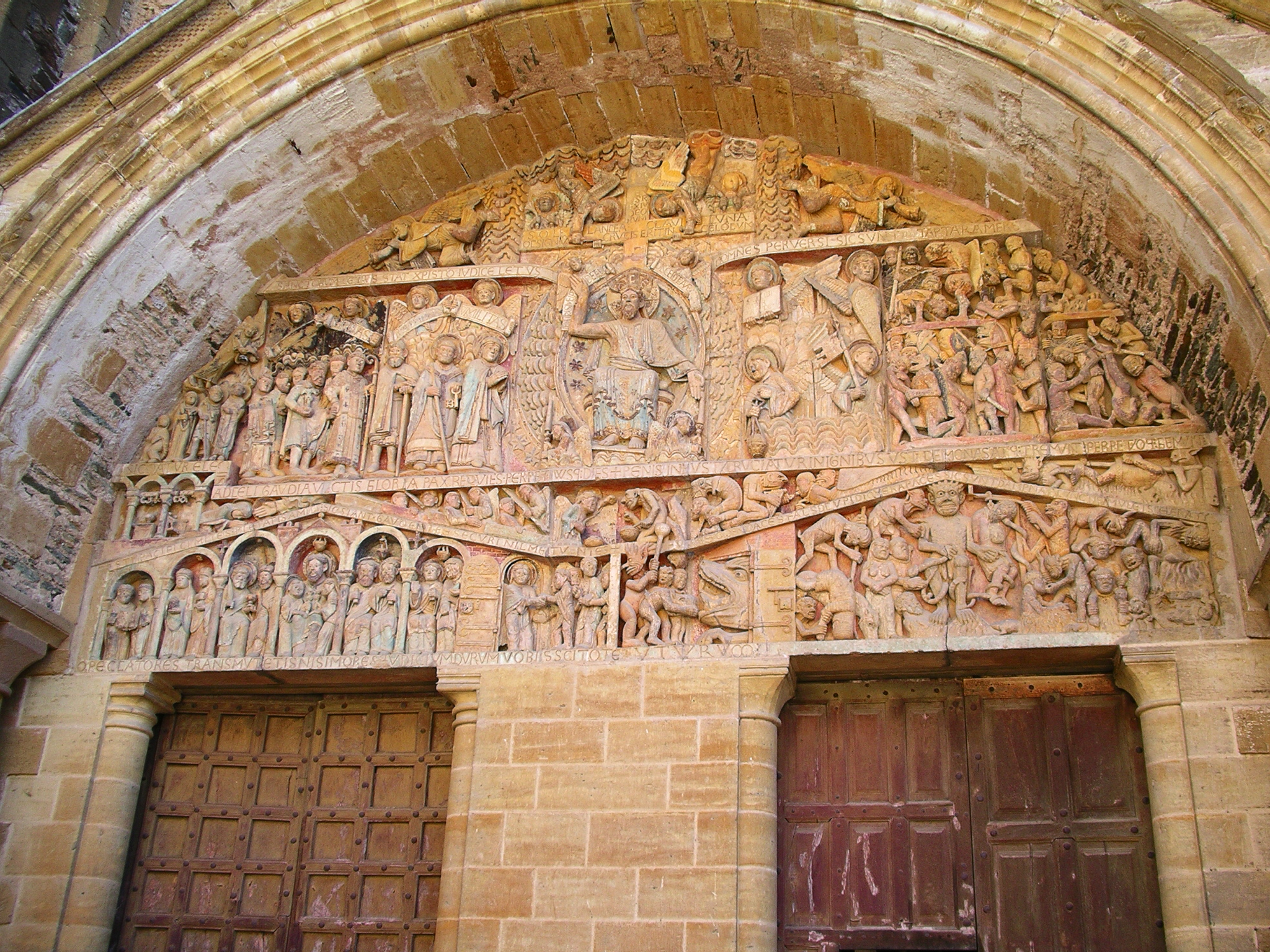
Abbatiale Sainte-Foy de Conques. Le tympan roman représentant le Jugement dernier ou la parousie (XIIe siècle).
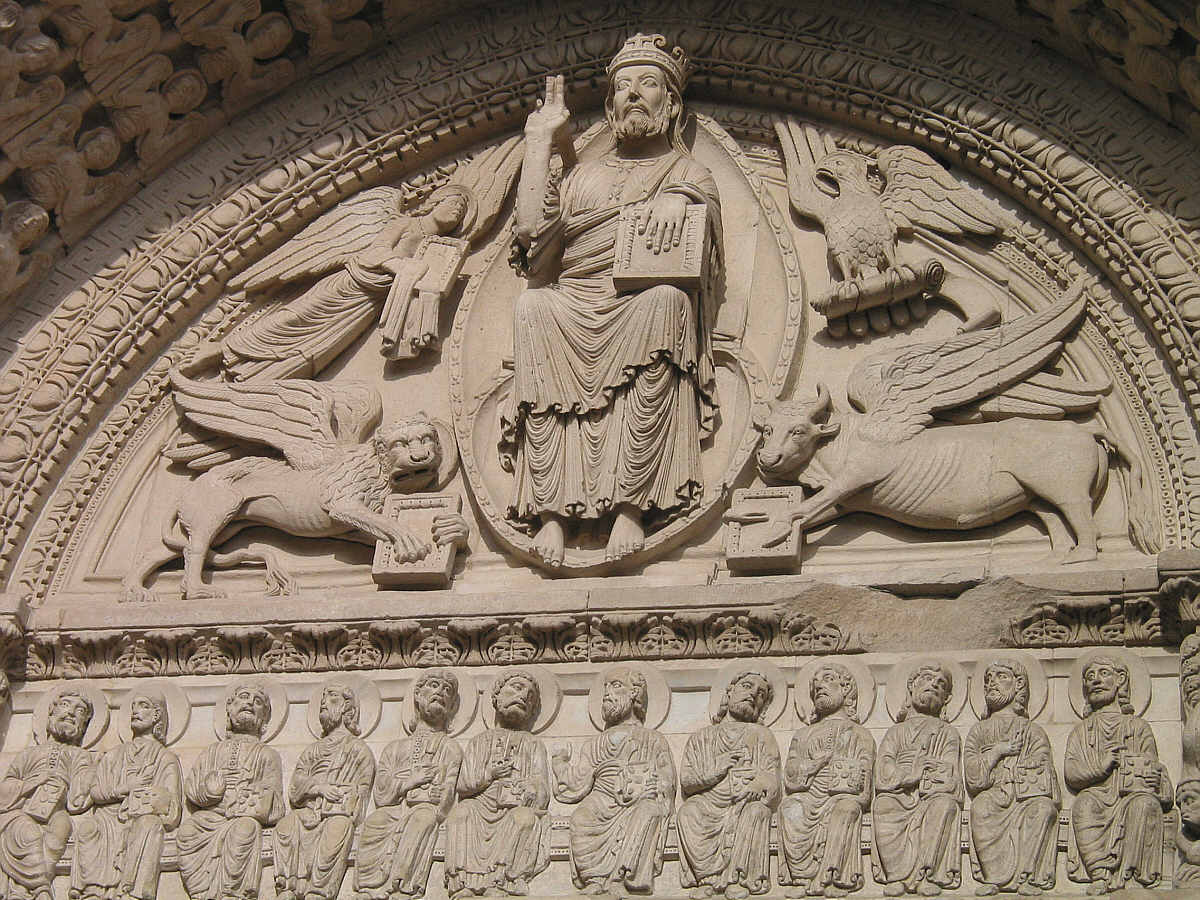
Le tétramorphe, allusion à l'Apocalypse, symbole des quatre évangélistes et des quatre étapes de la vie du Christ : portail roman de l'ancienne cathédrale Saint-Trophime (Arles) représentant les quatre évangiles (vers 1180).

## Architecture gothique au Moyen Âge

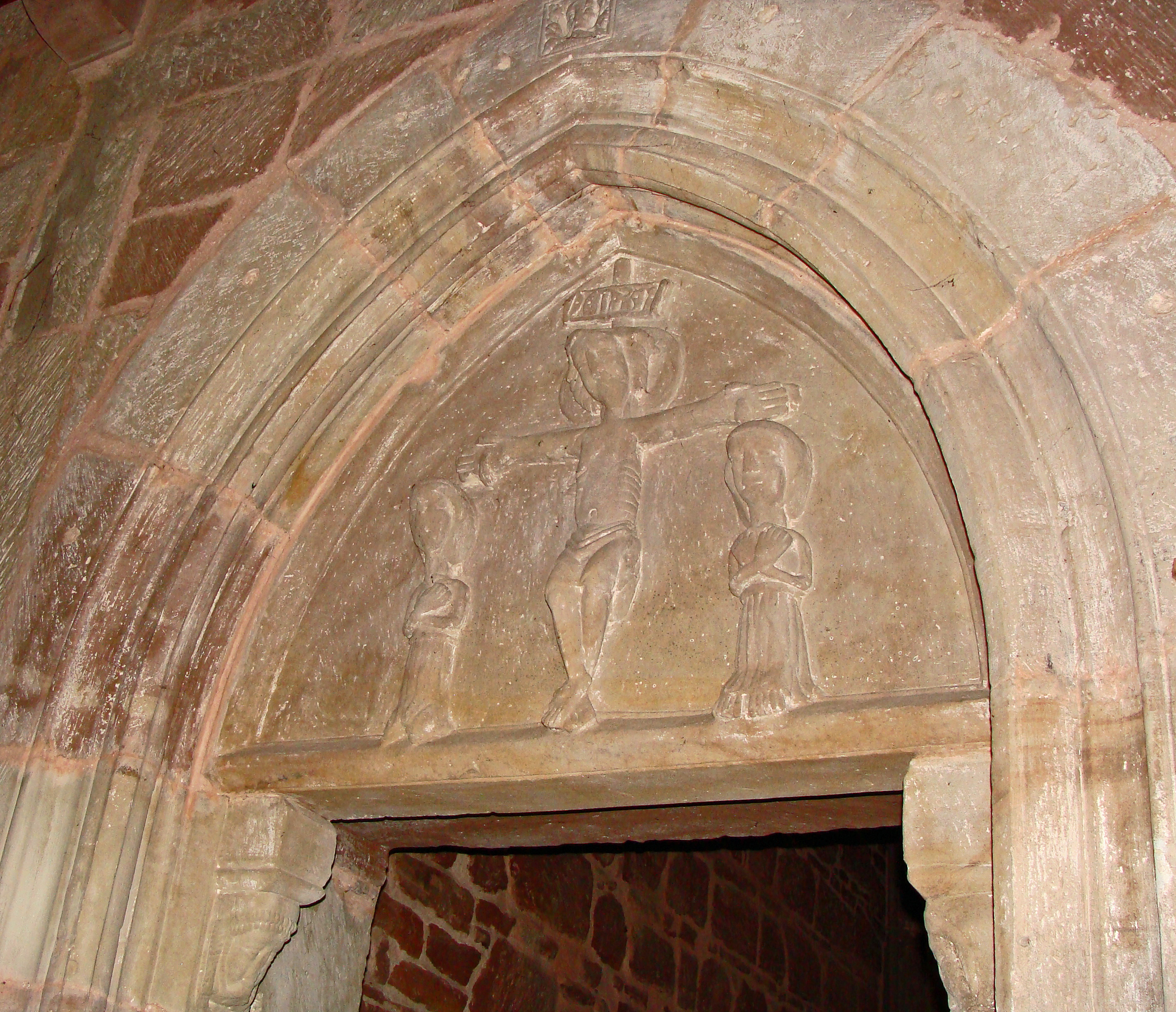
Tympan gothique de la chapelle Sainte-Croix de Forbach.
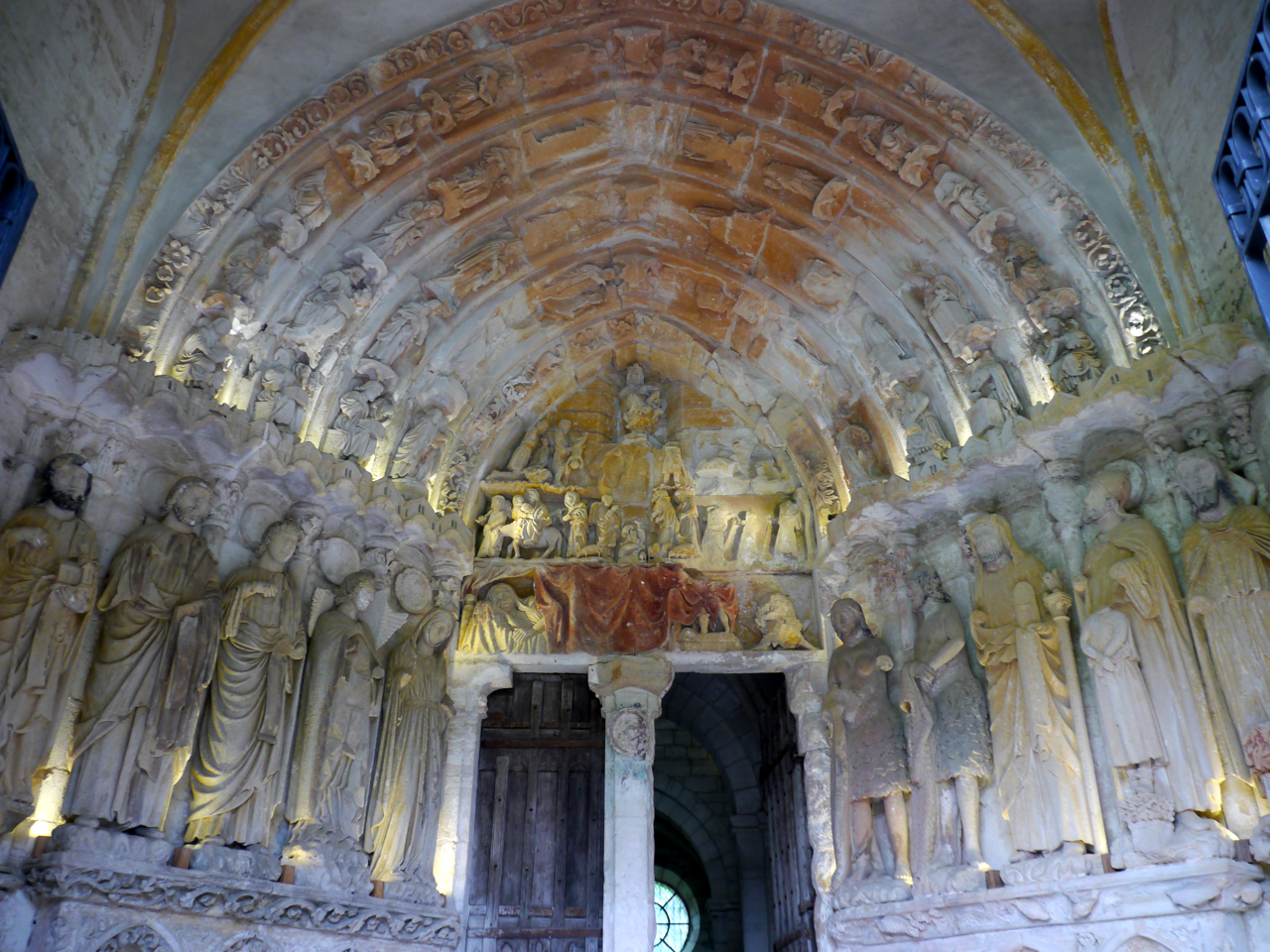
Portail de la Vierge (1250) de l'église de Mont-devant-Sassey.
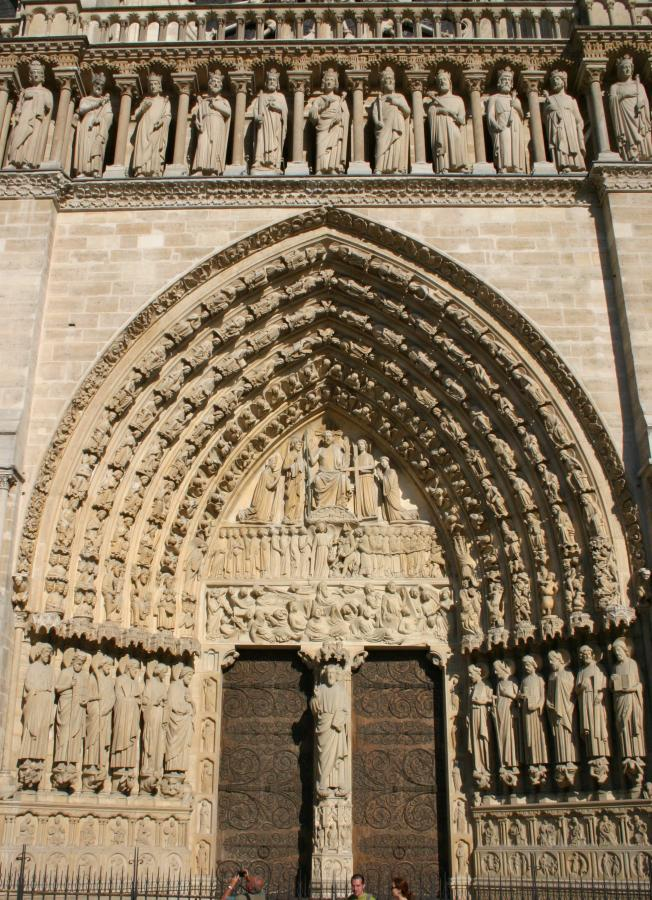
Tympan gothique de la cathédrale Notre-Dame de Paris.
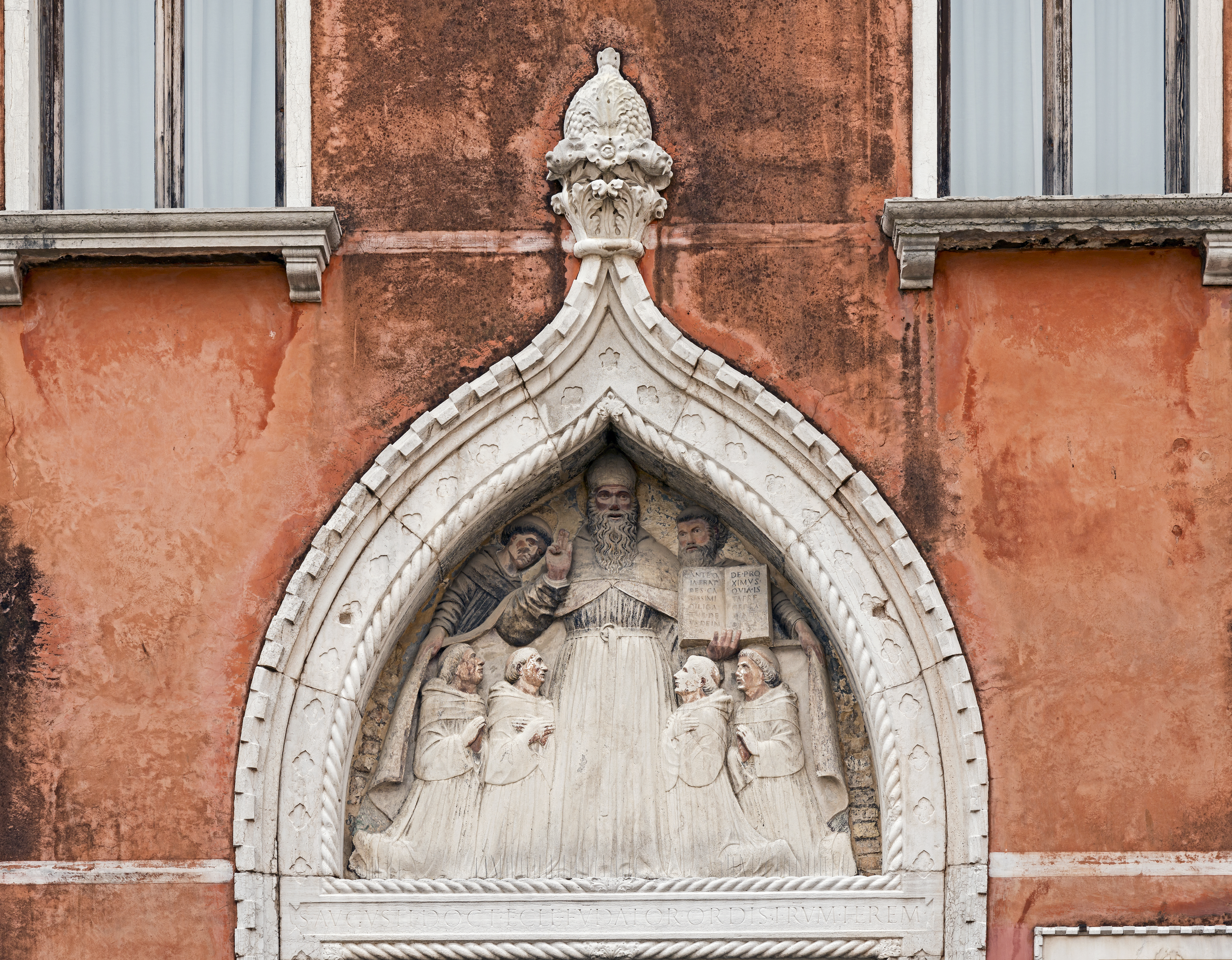
Tympan du couvent augustinien adossé à l'église Saint-Étienne, quartier de San Marco à Venise.
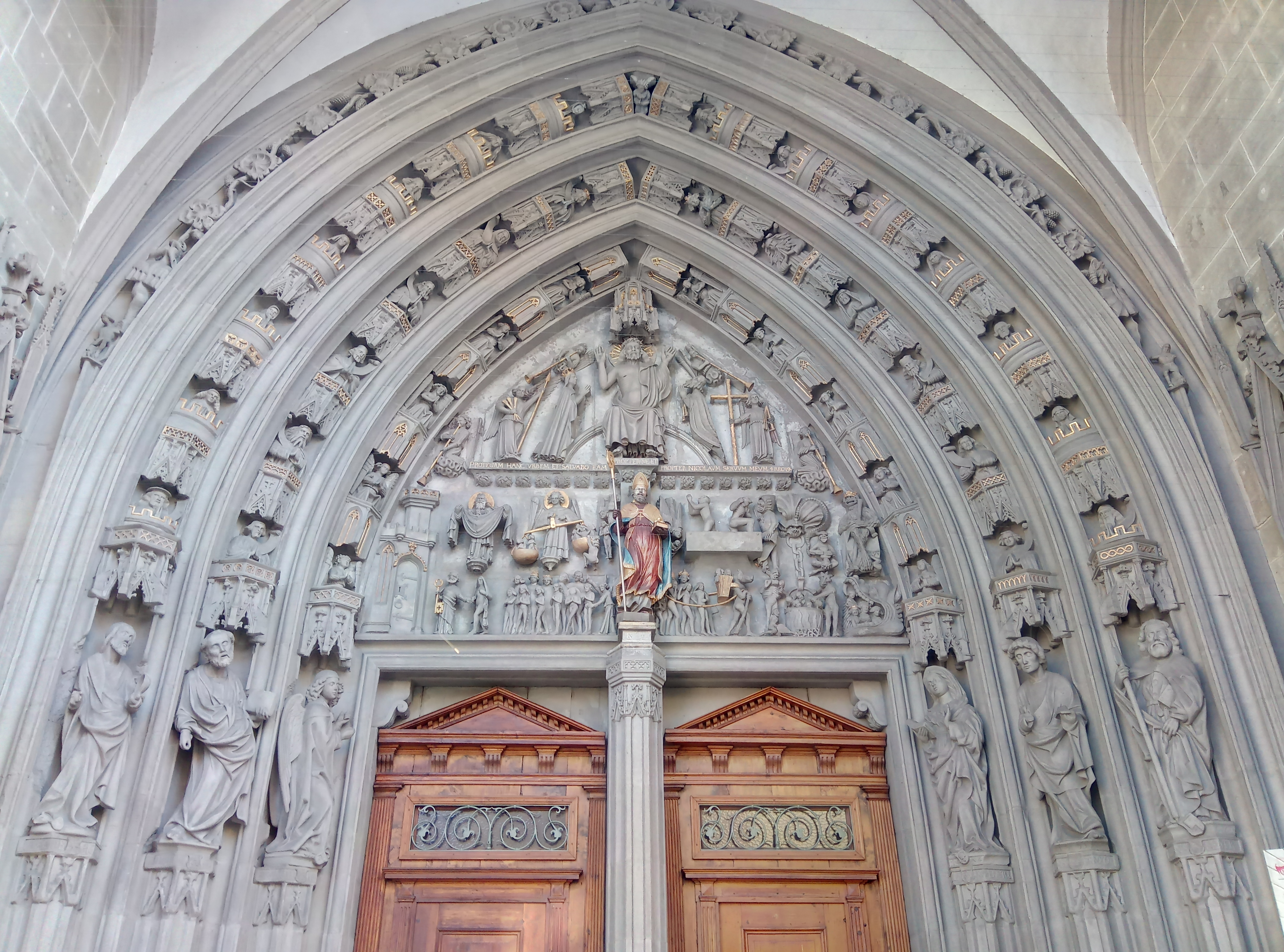
Portail principale de Saint-Nicolas de Fribourg